# Cattiveria e gelosia
Cattiveria e gelosia è un singolo del cantante italiano Gigi D'Alessio, pubblicato il 24 febbraio 2025.

## Descrizione
Il brano è stato pubblicato come singolo digitale il 24 febbraio 2025 ed è entrato in rotazione radiofonica in Italia a partire dal successivo 7 marzo.

## Tracce
Testi di Vincenzo D'Agostino.
1. Cattiveria e gelosia – 3:14